# Iacob Bologa

Iacob Bologa

Iacob Bologa (n. 7 decembrie 1817, Marpod, azi în județul Sibiu – d. 18 mai 1888, Sibiu) a fost un om politic, consilier aulic al Transilvaniei, membru fondator (1871) și președinte (1874–1888) al Băncii Albina din Sibiu, președinte al ASTREI (1875–1877).

## Biografie
S-a născut într-o familie de țărani liberi (neiobagi) din comuna Marpod, scaunul Nocrich. A urmat școala elementară la Marpod, apoi școala medie la Sibiu. În perioada studiilor de la Sibiu a fost recomandat de nobilul maghiar Gyergyai:p. 224 și de preoții romano-catolici Jakoby și Schlauch pentru a da meditații copiilor din familiile fruntașe ale orașului.:p. 250 A fost sprijinit, printre alții, și de episcopul ortodox Vasile Moga, care l-a apreciat mult.:p. 149
A urmat apoi cursurile Academiei de Drept din Cluj, împrietenindu-se cu fruntașii tineretului românesc din Transilvania: Avram Iancu, Costi G. Ioan, Secăreanu, Ilie Măcelariu, Pantazi și alții.:p. 224:p. 149 După absolvirea studiilor, a fost numit cancelist la Tabula Regia din Târgu Mureș și a luat parte la Revoluția de la 1848. A participat la pregătirea mișcărilor revoluționare de la Târgu Mureș și apoi la Adunarea de la Blaj (15 martie 1848), unde a îndeplinit funcția de secretar al adunării. Apoi a fost apoi ales membru al delegației care urma să prezinte împăratului hotărârile adunării naționale.:p. 250 Îl însoțește pe episcopul Andrei Șaguna, ca secretar prezidial, în călătoriile acestuia la Olmütz, Praga și Innsbruck, întorcându-se în Transilvania prin Galiția, Bucovina, Moldova și Muntenia.:p. 149 A stabilit legături cu acest prilej cu Bogdan Petriceicu Hașdeu, cu artistul Matei Millo, cu boierii Cămărășescu și Racoviță, generalul Ioan Emanoil Florescu și alții.:p. 150
După înăbușirea Revoluției de la 1848 a reintrat în serviciul statului în calitate de cancelist detașat pe lângă guvernatorul baron Ludwig von Wohlgemuth, însoțindu-l în călătoria sa prin toate ținuturile Transilvaniei pentru liniștirea spiritelor și atrăgându-i atenția asupra suferințelor poporului român și indicând mijloacele pentru alinarea lor.:p. 224:p. 250:p. 150 S-a căsătorit în 1851:p. 250 cu Ana, fiica lui Petru Bădilă, protopopul din Miercurea Sibiului.:p. 224
În anul 1852 este înaintat în funcția de consilier (judecător) la judecătoria cercuală din Dej, fiind transferat după un an în postul de consilier la Tribunalul provincial (Landesgericht) din Sibiu.:p. 250 Activitatea sa deosebită a determinat numirea sa în 1858 în postul de consilier (judecător) la Curtea de Apel din Sibiu:p. 250 și la scurt timp după aceea în cel de consilier la Guvernul Transilvaniei din Cluj.:p. 224 A fost decorat prin decretul imperial din 1 decembrie 1864 cu ordin imperial austriac Coroana de Fier cl. a III-a,:p. 224:p. 250 apoi în 1865 a fost numit consilier aulic la Cancelaria Transilvăneană (secția juridică) din Viena, forul judiciar suprem pentru Ardeal.:p. 150 În această ultimă calitate, a desfășurat o bogată activitate, împreună cu A. Mocsonyi, Dimitrie M. Moldovan, Petru Dobran și alții, pentru ridicarea Episcopiei Ortodoxe a Ardealului la rangul de mitropolie.:p. 250 În 1867, după formarea statului dualist austro-ungar, Iacob Bologa a fost pensionat și s-a întors la Sibiu.:p. 225:p. 250

## Activitatea politică națională

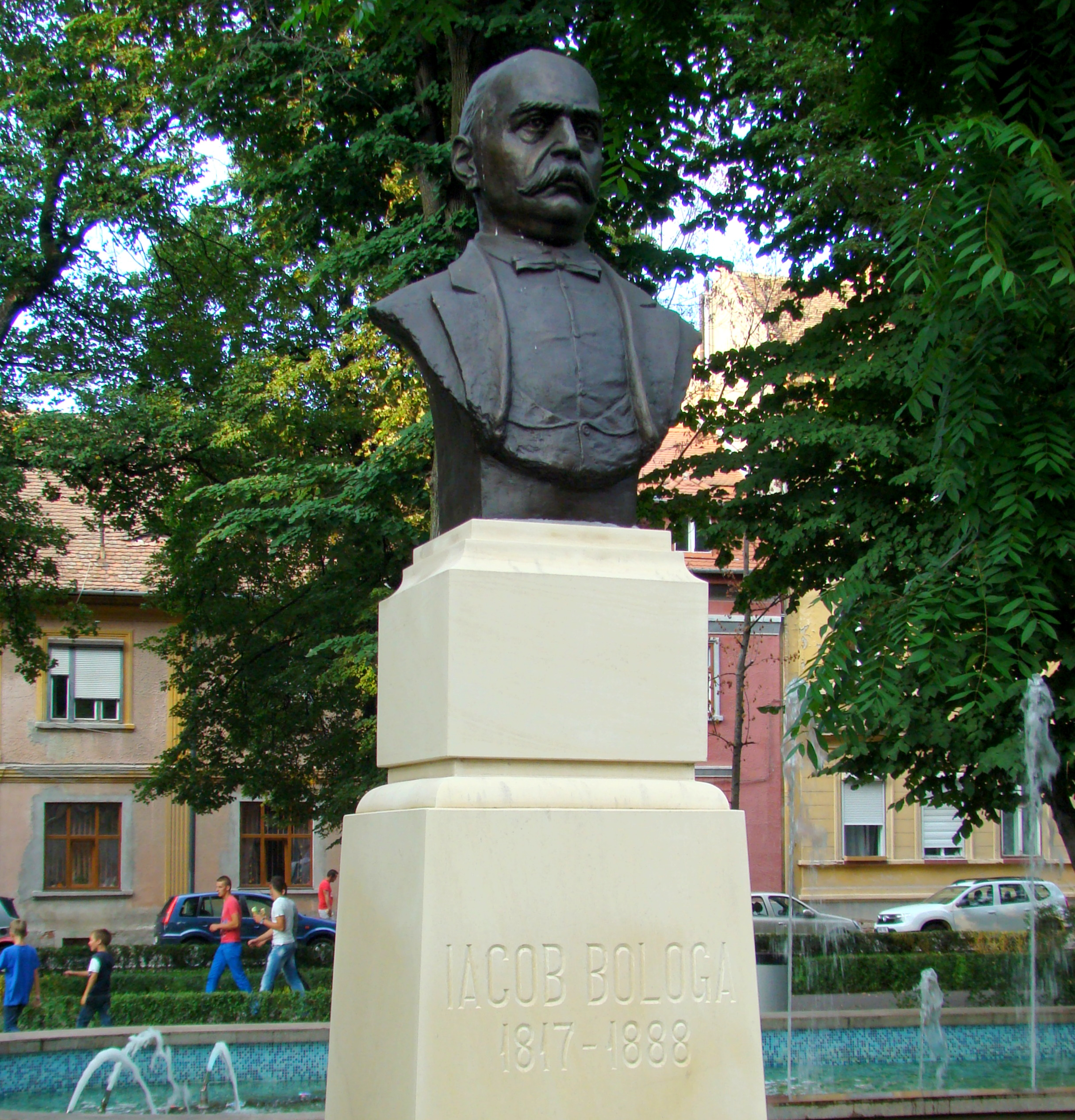
Bustul lui Iacob Bologa din Sibiu, realizat din bronz de sculptorul Ioan Cândea, aşezat pe un soclu de piatră.

Iacob Bologa nu a fost numai un înalt funcționar de stat, ci și un apărător al drepturilor românilor din Ardeal, jucând un rol important în viața politică și culturală a poporului român. A fost ales în 1861 în primul Comitet permanent național român și a condus o delegație a românilor din Transilvania, din care au făcut parte Dr. Ioan Rațiu și Ilie Măcelariu, în audiență la împăratul Franz Joseph, pentru a-i prezenta, în numele națiunii române, doleanțele de ordin politic și cultural ale poporului român din Transilvania, printre care renunțarea la ideea unirii Ardealului cu Ungaria, decretată în 1848 și solicitată insistent de nobilimea maghiară împotriva voinței românilor.:p. 250:p. 150
A fost ales ca deputat al Scaunului Nocrich în Dieta de la Sibiu din 1863-1864, precum și membru al Consiliului Imperial din Viena, ce avea ca scop consolidarea monarhiei.:p. 224:p. 250 A activat în perioada 1862–1871 ca membru al reprezentanței „Universității săsești” din Sibiu, ales în cercul Sebeșului Săsesc.:p. 251 S-a implicat în procesele pentru păduri purtate de comunele din Mărginimea Sibiului cu „Universitatea săsească” și a obținut multe ajutoare bănești pentru bisericile și școlile românești din Transilvania.:p. 225 A avut un mare merit în hotărârea luată la 1 mai 1871 de Universitatea Săsească prin care s-a recunoscut că averea acestei corporații aparține tuturor locuitorilor din cele 11 scaune istorice, fără deosebire de naționalitate și confesiune.:p. 150
Iacob Bologa a desfășurat o bogată activitate pe plan economic, înțelegând importanța instituțiilor financiar-bancare pentru propășirea poporului, precum și legătura între progresul unui popor și bunăstarea sa materială.:p. 251 A participat în 1871 la fondarea societății de asigurare „Transilvania” din Sibiu, care a trecut după două decenii în patrimoniul exclusiv al etnicilor sași, fiind membru în consiliul director până la moartea sa. De asemenea, a fost membru fondator în 1871 al Băncii Albina din Sibiu, primul institut de credit și de economii românesc.:p. 251 Iacob Bologa a fost ales membru al Consiliului de administrație și vicepreședinte al băncii în prima adunare generală de la 14 martie 1872, apoi președinte al consiliului de administrație de la 20 iulie 1874 și până la moartea sa.:p. 151 A participat la administrarea Fundației Gojdu, ca membru al comitetului de conducere (din 1876).:p. 225
Iacob Bologa a fost un membru marcant al Partidului Național Român din Ungaria și Transilvania, participând la toate conferințele naționale și semnând toate memoriile politice adresate conducătorilor monarhiei habsburgice.:p. 251 A participat la toate adunările generale ale ASTREI, fiind ales vicepreședinte și apoi președinte (1875–1877). A fost membru al Sinodului Arhidiecezan al Mitropoliei Ardealului și consilier fiscal mitropolitan.:p. 251:p. 151
Iacob Bologa a murit la 18 mai 1888 în Sibiu, lăsând în urma sa un fiu (Valeriu) și două fiice (Ana și Măria).

## Recunoașteri postume
Potrivit medicului Lucian Valeriu Bologa, numele de familie al personajului principal al romanului Pădurea spânzuraților (1922) ar fi fost luat de scriitorul Liviu Rebreanu dintr-o listă lungă de nume românești sonore, el provenind de la Iacob Bologa, personalitate din trecutul cultural al Transilvaniei.
În prezent, o stradă din municipiul Cluj-Napoca îi poartă numele.